# Domblans
Domblans [dɔ̃blɑ̃] est une commune française située dans le département du Jura, dans la région culturelle et historique de Franche-Comté et la région administrative Bourgogne-Franche-Comté.

## Géographie
Le territoire de Domblans est composé de Domblans, Blandans et la Muyre (réunis à Domblans le 26 octobre 1821).
Situé à 12 km au Nord de Lons-le-Saunier, sur le revers occidental du premier plateau du Jura, le village de Domblans, traversé par la rivière Seille, s'étire longuement des dernières maisons de Frontenay aux abords immédiats de Plainoiseau.
Au nord se trouvent des massifs boisés et d'anciennes vignes, tandis que le sud est constitué de coteaux occupés par un vignoble de qualité, ainsi qu’une plaine agricole s’étendant aussi à l’ouest.

### Géologie
Le territoire communal repose sur le bassin houiller du Jura, où le charbon est découvert par un sondage.

### Climat
Pour des articles plus généraux, voir Climat de la Bourgogne-Franche-Comté et Climat du département du Jura.
En 2010, le climat de la commune est de type climat des marges montargnardes, selon une étude du Centre national de la recherche scientifique s'appuyant sur une série de données couvrant la période 1971-2000. En 2020, Météo-France publie une typologie des climats de la France métropolitaine dans laquelle la commune est exposée à un climat semi-continental et est dans la région climatique  Jura, caractérisée par une forte pluviométrie en toutes saisons (1 000 à 1 500 mm/an), des hivers rigoureux et un ensoleillement médiocre. 
Pour la période 1971-2000, la température annuelle moyenne est de 11,2 °C, avec une amplitude thermique annuelle de 17,5 °C. Le cumul annuel moyen de précipitations est de 1 206 mm, avec 12,6 jours de précipitations en janvier et 8,7 jours en juillet. Pour la période 1991-2020, la température moyenne annuelle observée sur la station météorologique de Météo-France la plus proche, « Lombard », sur la commune de Lombard à 7 km à vol d'oiseau, est de 12,1 °C et le cumul annuel moyen de précipitations est de 1 128,6 mm. 
La température maximale relevée sur cette station est de 39,5 °C, atteinte le 24 juillet 2019 ; la température minimale est de −16,5 °C, atteinte le 5 février 2012,,. 
Les paramètres climatiques de la commune ont été estimés pour le milieu du siècle (2041-2070) selon différents scénarios d'émission de gaz à effet de serre à partir des nouvelles projections climatiques de référence DRIAS-2020. Ils sont consultables sur un site dédié publié par Météo-France en novembre 2022.

## Urbanisme

### Typologie
Au 1er janvier 2024, Domblans est catégorisée bourg rural, selon la nouvelle grille communale de densité à sept niveaux définie par l'Insee en 2022.
Elle est située hors unité urbaine. Par ailleurs la commune fait partie de l'aire d'attraction de Lons-le-Saunier, dont elle est une commune de la couronne,. Cette aire, qui regroupe 139 communes, est catégorisée dans les aires de 50 000 à moins de 200 000 habitants,.

## Histoire
Sous l'Empire romain, la forêt du Vernois et le val de Voiteur était une terre fiscale. Entre Domblans, la forêt du Vernois et la Muyre existait une métairie (fiscum). Plusieurs voies romaines traversaient le territoire pour aboutir au Gué Farou. L'une venait de Lons le Saunier en passant par la Muyre (Chemin des salines, les Grandes-Charrières, la vie Poire) pour aller vers Bréry (chemin des Allemands). Une autre en provenance de Chalon-sur-Saône allait vers Poligny en passant par Arlay.

D'après Rousset, le val de Voiteur fut le théâtre d'une bataille entre les Gallo-Romains et les hordes germaniques.
D'après cet auteur, lorsque les rois Bourguignons succédèrent au fisc romain, les riches familles patriciennes se partagèrent les domaines et c'est dans ce contexte que Donat de Besançon légua à son église les terres d'Arlay et de Domblans. Une église fut bâtie dans ce dernier lieu (650-660), "sous le vocable de saint Symphorien, martyrisé à Autun vers 170 pour avoir refusé d'adorer Cybèle, Apollon et Diane".
Guy II de Mâcon, comte de Macôn entre 1065 et 1078, s'empara de la prévôté de Domblans par la force, au détriment de l'église de Besançon, pour la donner à l'abbaye de Cluny. C'est Renaud II de Bourgogne, « petit-cousin » de Guy II, qui restitua à Hugues II de Montfaucon, archevêque de Besançon, sur sa demande, l'église de Domblans, du Vernois et de la Muyre. « L'abbaye de Baume, déjà propriétaire du prieuré de Brery, obtint » par la suite « de l'archevêque de Besançon l'église de Domblans et s'en fit confirmer la possession par une bulle du pape Urbain II, de l'an 1089, et par un diplôme de l'empereur Frédéric Barberousse de l'an 1157 ».
Les Seigneurs de Charrin possédèrent la seigneurie de Domblans jusqu'au XVe siècle. 

Claude de Vautravers, écuyer, échanson du duc de Bourgogne, achète en 1444 la seigneurie de Domblans aux enfants d'Antoine de Toulongeon, chevalier, seigneur de Montrichard. Il obtint du duc Philippe-le-Bon, en 1446, l'autorisation de reconstruire le château de Domblans. Le 7 aout 1476, Charles le Téméraire y est reçu, à la suite de sa défaite à la bataille de Morat. Guillaume et Charles de Vautravers, descendants de Claude, se partagèrent le fief et la chevance de Domblans. Philibert de Vautravers était seigneur de Domblans, mais aussi de Charrin, Verges, Montfort, gentilhomme de la maison de l'empereur Charles Quint, châtelain et gouverneur de Château-Chalon et du val de Voiteur. Il fit commencer, en 1562, la construction d’un beau château à Verges et mourut en 1587 ; il fut enterré dans l’église de Domblans. 

Jeanne de la Chambre, son épouse et sa veuve, accueillit, au château de Domblans, Henri IV de France, du 15 au 19 aout 1595. La chambre rouge où il logea était constituée de poutrelles vermillon sur lesquelles étaient gravées les inscriptions Espoir déçoit. Au-dessus de la porte une autre inscription, aujourd'hui effacée : In castello Domblanco Henricus magnus pernoctavit rex. 

La fille de Philibert de Vautravers, Renée de Vautravers, se maria à Claude-François de Fouchier, baron de Savoyeux, seigneur de l'Étoile, qui se ruina. Le 15 janvier 1625, son fils vendit la seigneurie de Domblans à M. Louis de Grain de Saint-Marsault. Elisabeth de Grain de Saint-Marsault épousa en 1695 Charles-Guillaume Timonet des Gaudières, lieutenant-colonel d'infanterie, brigadiers des armées du roi et chevalier de Saint-Louis. Il mourut dans le château de Domblans en 1718. C'est un de ses descendants, Claude-Désiré Timonet des Gaudières, né en 1752, général, qui vendit la terre de Domblans en 1817 à M. Chevassus qui l'occupait encore en 1855.
Par un arrêté préfectoral du 12 décembre 2018, Domblans absorbe Bréry qui devient une commune déléguée le 1er janvier 2019.

## Héraldique
| Blason de Domblans | Blason  | De gueules à la barre cousue d’azur chargée de trois tours droites d’or ouvertes et ajourées du champ posées à plomb, et accompagnée en chef de deux grappes de raisin d’or et de sable, celle d’or brochant en partie à dextre sur celles de sable, et en pointe d’une usine aussi d’or. |
| Blason de Domblans | Détails | Le statut officiel du blason reste à déterminer. |

## Politique et administration
| Période       | Période      | Identité            | Étiquette | Qualité    |
| ------------- | ------------ | ------------------- | --------- | ---------- |
| décembre 1944 | février 1963 | Léon Sailland       |           |            |
| avril 1963    | mars 1977    | Marius Buisson      |           |            |
| mars 1977     | mars 1983    | Michel Ducey        |           |            |
| mars 1983     | mars 2014    | René-Jean Guillaume |           |            |
| mars 2014     | 2020         | Bernard Frachon     | SE        | Retraité   |
| 2020          | En cours     | Jérôme Tournier     | SE        | enseignant |

### Circonscriptions électorales
À la suite du décret du 5 mars 2020, la commune de Domblans est entièrement rattachée au canton de Poligny.

### Services
Domblans possède :
- une brigade de gendarmerie,
- une agence postale (ouverte le matin seulement),
- une gare SNCF ;
- une offre médicale : médecin généraliste, pharmacie, ostéopathe.

## Démographie
L'évolution du nombre d'habitants est connue à travers les recensements de la population effectués dans la commune depuis 1793. Pour les communes de moins de 10 000 habitants, une enquête de recensement portant sur toute la population est réalisée tous les cinq ans, les populations de référence des années intermédiaires étant quant à elles estimées par interpolation ou extrapolation. Pour la commune, le premier recensement exhaustif entrant dans le cadre du nouveau dispositif a été réalisé en 2007.

En 2022, la commune comptait 1 195 habitants, en évolution de +21,32 % par rapport à 2016 (Jura : −0,81 %, France hors Mayotte : +2,11 %).
| 1793 | 1800 | 1806 | 1821 | 1831 | 1836 | 1841 | 1846 | 1851 |
| ---- | ---- | ---- | ---- | ---- | ---- | ---- | ---- | ---- |
| 344  | 354  | 317  | 395  | 616  | 601  | 589  | 556  | 554  |

| 1856 | 1861 | 1866 | 1872 | 1876 | 1881 | 1886 | 1891 | 1896 |
| ---- | ---- | ---- | ---- | ---- | ---- | ---- | ---- | ---- |
| 531  | 531  | 549  | 559  | 570  | 530  | 530  | 522  | 514  |

| 1901 | 1906 | 1911 | 1921 | 1926 | 1931 | 1936 | 1946 | 1954 |
| ---- | ---- | ---- | ---- | ---- | ---- | ---- | ---- | ---- |
| 508  | 506  | 465  | 404  | 431  | 448  | 455  | 494  | 432  |

| 1962 | 1968 | 1975 | 1982 | 1990 | 1999 | 2006 | 2007 | 2012 |
| ---- | ---- | ---- | ---- | ---- | ---- | ---- | ---- | ---- |
| 513  | 525  | 615  | 726  | 733  | 836  | 902  | 911  | 913  |

| 2017  | 2022  | - | - | - | - | - | - | - |
| ----- | ----- | - | - | - | - | - | - | - |
| 1 232 | 1 195 | - | - | - | - | - | - | - |

## Économie
Le siège social, une unité de production et un centre de recherche du groupe V33, entreprise de peintures et de produits pour le bois, sont implantés sur la commune.
Domblans possède :
- divers commerces : un tabac-presse, une boulangerie-pâtisserie, une fromagerie, un supermarché Carrefour Contact, deux restaurants, un salon de coiffure, un garagiste, une station essence...
- divers artisans : électricien, plombier-chauffagiste, peintre-plaquiste, menuisier, ferronnier...

## Lieux et monuments

### Voies
| 60 odonymes recensés à Domblans au 15 mars 2017 | 60 odonymes recensés à Domblans au 15 mars 2017 | 60 odonymes recensés à Domblans au 15 mars 2017 | 60 odonymes recensés à Domblans au 15 mars 2017 | 60 odonymes recensés à Domblans au 15 mars 2017 | 60 odonymes recensés à Domblans au 15 mars 2017 | 60 odonymes recensés à Domblans au 15 mars 2017 | 60 odonymes recensés à Domblans au 15 mars 2017 | 60 odonymes recensés à Domblans au 15 mars 2017 | 60 odonymes recensés à Domblans au 15 mars 2017 | 60 odonymes recensés à Domblans au 15 mars 2017 | 60 odonymes recensés à Domblans au 15 mars 2017 | 60 odonymes recensés à Domblans au 15 mars 2017 | 60 odonymes recensés à Domblans au 15 mars 2017 | 60 odonymes recensés à Domblans au 15 mars 2017 | 60 odonymes recensés à Domblans au 15 mars 2017 |
| Allée                                           | Avenue                                          | Bld                                             | Chemin                                          | Cours                                           | Impasse                                         | Montée                                          | Passage                                         | Place                                           | Quai                                            | Rd-point                                        | Route                                           | Rue                                             | Ruelle                                          | Autres                                          | Total                                           |
| ----------------------------------------------- | ----------------------------------------------- | ----------------------------------------------- | ----------------------------------------------- | ----------------------------------------------- | ----------------------------------------------- | ----------------------------------------------- | ----------------------------------------------- | ----------------------------------------------- | ----------------------------------------------- | ----------------------------------------------- | ----------------------------------------------- | ----------------------------------------------- | ----------------------------------------------- | ----------------------------------------------- | ----------------------------------------------- |
| 0                                               | 0                                               | 0                                               | 15                                              | 0                                               | 6                                               | 0                                               | 0                                               | 3                                               | 0                                               | 0                                               | 5                                               | 30                                              | 0                                               | 1                                               | 60                                              |
| Notes « N »                                     | Notes « N »                                     | Notes « N »                                     | 1.                                              | 1.                                              | 1.                                              | 1.                                              | 1.                                              | 1.                                              | 1.                                              | 1.                                              | 1.                                              | 1.                                              | 1.                                              | 1.                                              | 1.                                              |
| Source : rue-ville.info                         |                                                 |                                                 |                                                 |                                                 |                                                 |                                                 |                                                 |                                                 |                                                 |                                                 |                                                 |                                                 |                                                 |                                                 |                                                 |

### Édifices
- Église construite au VIIe siècle ; clocher restauré en 1831, à flèche quadrangulaire ; cloche en bronze de 1738, classée.
- Château de Domblans , XVIe siècle, avec ses tours féodales restaurées. Exploitation auparavant d'une discothèque "le Babylone",  actuellement un restaurant "LA TABLE DU NOTAIRE",  est établi depuis 1446 sur les vestiges d'un édifice plus ancien. Henri IV y aurait séjourné en Août 1595
- Château de Blandans, XVe siècle, remanié au XIXe siècle et au XXe siècle.
- Château de la Muyre, maison forte du XIIe siècle, construite sur des ruines gallo-romaines ; elle est propriété de la famille des Comtes de Grivel depuis 1624 ; exploitation commerciale :
- Croix de pierre de l'ancien cimetière, 1713 (devant l'église).
- Les fontaines de Blandans : la Grande Fontaine (rénovée en 2006) et la fontaine du dessus (dite fontaine Fémery).
- Stèle funéraire de Philibert de Vautravers (XVIe siècle, à l'église).
- Domblans-Voiteur possède une halte ferroviaire SNCF qui dispose d'un distributeur de billets, d'un parking et d'un parking à vélos. Cette halte est située sur la ligne Besançon-Lons-le-Saunier. Adresse : Gare SNCF 39210 DOMBLANS-VOITEUR

### Sites
- Arboretum (rive droite de la Seille. Accès par la Passerelle).

### Galerie

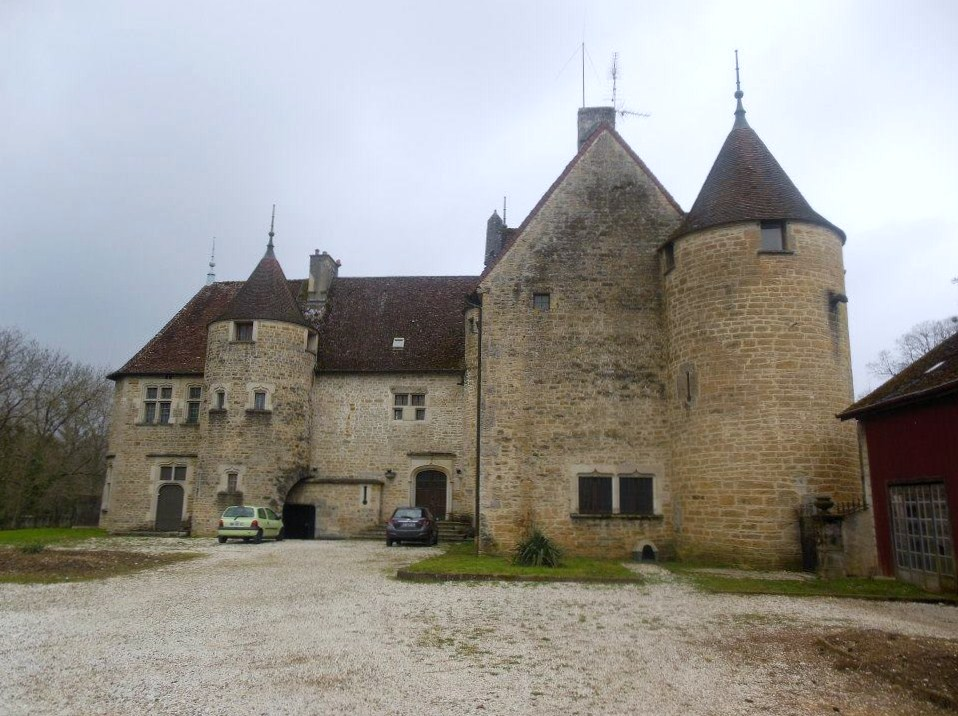
Château de Domblans (XVIe siècle), côté cour.
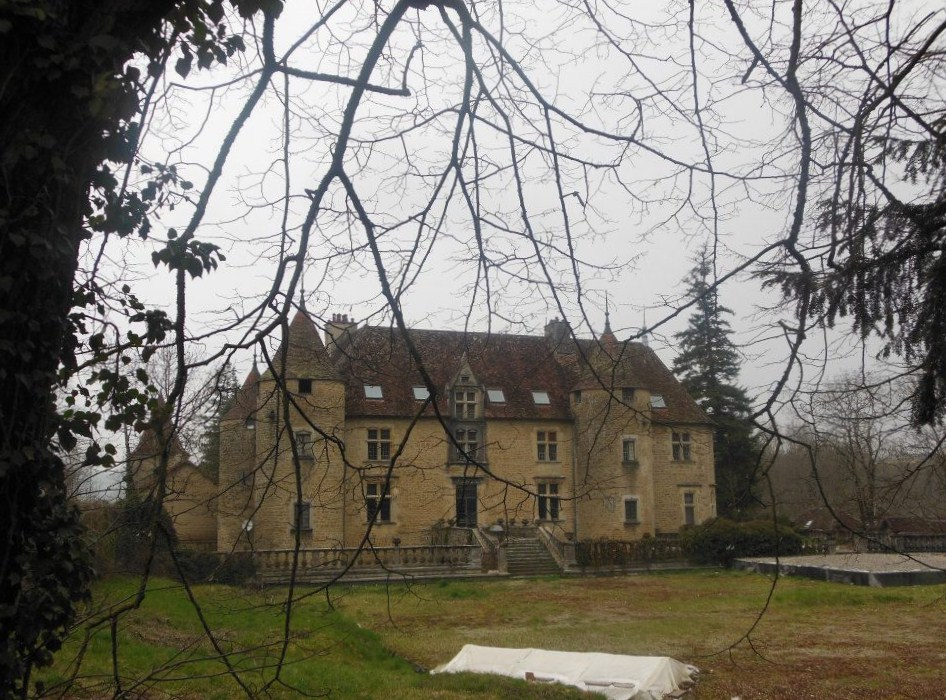
Château de Domblans (XVIe siècle), côté jardin.
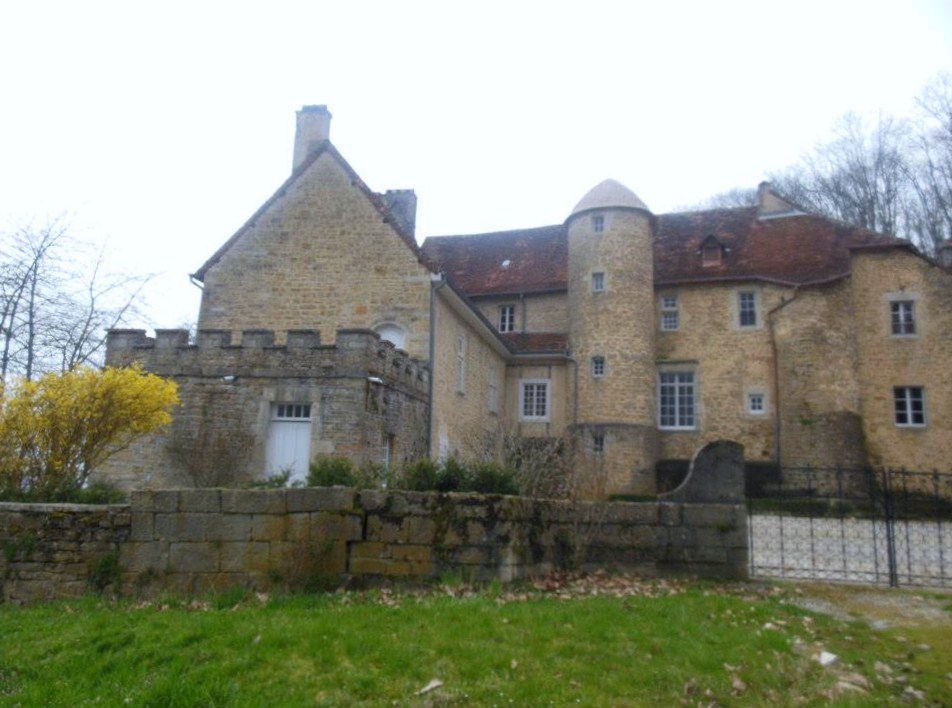
Château de Blandans (XVe siècle).
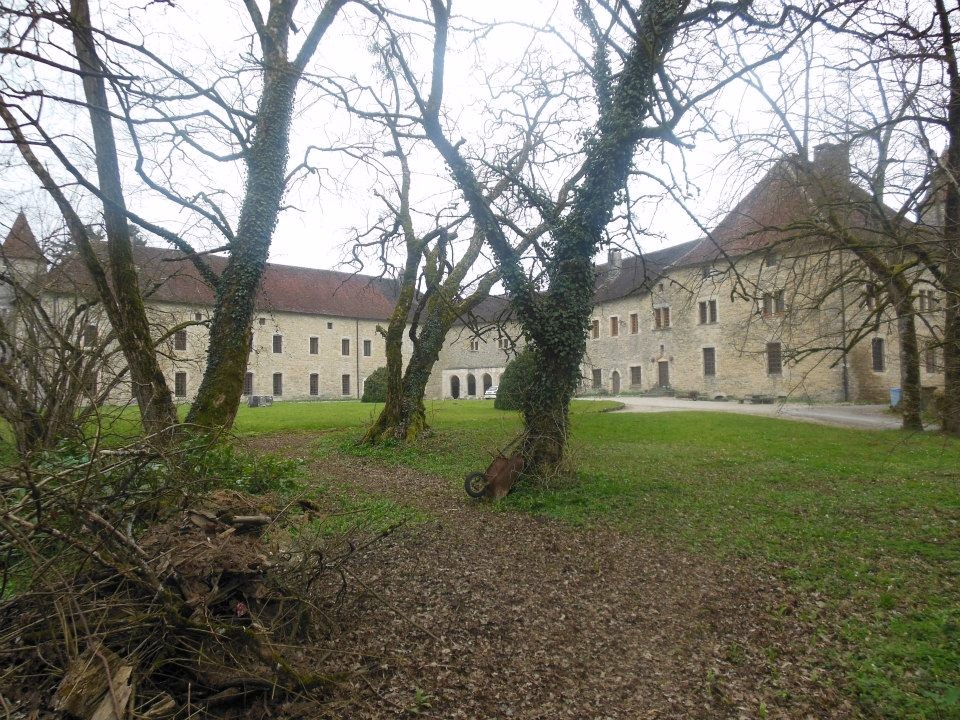
Château de la Muyre (XVe siècle).

## Personnalités liées à la commune
- Charles Désiré Thimonet des Gaudières (1732-1814), général des armées de la République y est né.
- Désiré Monnier (1788 - 1867), folkloriste ;
- Marie-Louise Gagneur, née Mignerot (1832 - 1902), écrivaine féministe.